# 제1차 세계 대전 기간의 루마니아

루마니아는 제1차 세계 대전 때 연합국으로 참전하였고 독일, 오스트리아, 불가리아, 터키에 대항하였기 때문에 비교적 많은 영토를 획득할 수 있었다. 루마니아는 1916년 참전하기 전까지 2년 동안 빈약한 군대를 강화하기 시작하였고, 1916년 여름까지 보병 21개 사단, 기병 2개 사단을 확보했고 3개 사단을 증편하고 있었으며, 총 병력이 약 50만 명에 달하여 평상시의 배나 되는 병력을 확보하였다. 그런데 양적인 확장에만 치중한 채 질적인 확장에는 관심을 두지 않아서 군대의 질은 저하될 수 밖에 없었고, 대부분의 장성과 장교, 부사관들 또한 전투 경험이 없었다. 보급물자마저 부족하여 단 6주만의 식량을 가지고 전쟁에 뛰어들었다.
루마니아는 1916년 8월 27일 오스트리아에 선전포고하였다. 이 당시 러시아는 브루실로프 공세를 통하여 오스트리아군을 괴멸 직전까지 몰아넣었고, 독일군 또한 피해를 많이 입은 상황이었기 때문에 가능했던 것이다. 당시 루마니아 부근에 주둔한 오스트리아군의 방어가 형편없었기 때문에 루마니아는 초창기에 승리할 수 있었다. 그러나 빈약한 도로와 험준한 산길은 진격을 지연시켰으며 측방 연락을 불가능하게 하였다. 연합군의 보급품 공급량도 30t정도밖에 되지 않았다. 게다가 루마니아가 오스트리아에 선전포고하였다는 소식을 들은 독일과 불가리아, 터키는 루마니아에 선전포고하였고, 독일 황제 빌헬름 2세는 자신과 같은 호엔촐레른 가문의 친척인 페르디난드 1세를 족보에서 파버리기까지 했다. 그리하여 독일과 오스트리아는 반격을 하였고, 루마니아는 막켄젠의 도나우군과 팔켄하인의 제 9군으로부터 남북양면에서 협공을 받아 12월 6일 수도 부쿠레슈티가 함락되고, 1917년 1월 7일까지 전 국토를 유린당하며 참패하였다. 동맹국은 곡창지대와 유전을 획득하였으나, 연합국인 영국이 일부 유전을 파괴한 것을 피하지 못하였다. 루마니아는 1918년 5월 8일 부쿠레슈티 조약을 통하여 동맹국에 항복하기까지 40만 명이 넘는 장병을 잃었고, 가옥과 학교, 공공기관과 산업시설이 파괴되었으며, 민간인들도 동맹국에게 학살당했다.

## 승리
1918년 11월 11일 종전 이후 불가리아와 터키로부터 영토를 받아냈고, 오스트리아와 분리 독립한 헝가리로부터 트란실바니아 지역을 획득했다.

## 영화
- 죽음의 트라이앵글 - 제1차 세계 대전 당시 루마니아군을 다룬 영화이다.

## 같이 보기
- 제1차 세계 대전의 외교사